# Nederlandsche SS
De Nederlandsche SS werd op 11 september 1940 opgericht. Op 1 november 1942 werd de naam gewijzigd in Germaansche SS in Nederland.

## Ontstaan
Het belang van een vestiging van een verlengstuk van Himmlers SS in Nederland berustte op een viertal overwegingen. Ten eerste wenste de SS, als gevolg van de expansiedrift van Himmler, in de veroverde landen een belangrijke positie in te nemen. Ten tweede achtte de SS de oprichting van de Nederlandsche SS van groot belang voor de werving van vrijwilligers voor de Waffen-SS. De Nederlandsche SS kon niet alleen zelf als reservoir dienen, maar had ook een belangrijke taak in het creëren van een basis van waaruit de werving in de toekomst diende plaats te vinden. Ten derde diende de Nederlandsche SS Mussert in de gewenste groot-Germaanse richting te duwen. Tot slot had de oprichting van de Nederlandsche SS een belangrijke propagandistische waarde.
In een ontmoeting op 9 juni 1940 van Anton Mussert, leider van de Nationaal-Socialistische Beweging (NSB) met Gottlob Berger van het Duitse SS-Führungshauptamt (SS-FHA), werd Mussert op de hoogte gebracht van een bevel van Hitler waarin opdracht werd gegeven om Nederlanders voor de divisie 'Wiking' van de Waffen-SS te werven. De Nederlandse vrijwilligers zouden hun eigen Standarte 'Westland' krijgen. Hoewel Mussert zijn medewerking niet verleende en zijn leden opriep vooral geen dienst te nemen bij de SS, ging de oprichting door.
In eerste instantie bleef Mussert zijn medewerking weigeren, maar hij deed vervolgens toch concessies om zijn eigen positie niet in gevaar te brengen. De Duitsers waren zijn halfslachtige houding namelijk zat en dreigden Meinoud Rost van Tonningen naar voren te schuiven, ten koste van Mussert. Om zijn positie te redden ging Mussert daarom in september 1940 akkoord met de oprichting van de Nederlandsche SS, als variant van de Allgemeine SS. Zo werd op 11 september 1940 de Nederlandsche SS door Mussert opgericht, formeel als onderafdeling (Afdeling XI) van de NSB. Als 'Voorman' werd Henk Feldmeijer benoemd, die zich in de dagelijkse praktijk echter weinig gelegen liet liggen aan Mussert en diens NSB. Feldmeijer zocht in plaats daarvan meer en meer aansluiting bij de Duitse Allgemeine (politieke) SS. In de lente van 1941 werd een opleidingsschool voor de Nederlandsche SS geopend op het landgoed Avegoor te Ellecom.
Op 1 november 1942 werd de naam gewijzigd in Germaansche SS in Nederland. Deze naamsverandering benadrukte dat niet langer het Nederlandse aspect van het grootste gewicht was, maar het 'Germaanse'. Zij telde in totaal circa 7000 leden en was in de eerste plaats een politieke formatie en daarnaast tevens een reservoir voor de Waffen-SS. De Nederlandse SS'ers waren gekleed in een zwart uniform, dat was afgeleid van de Duitse SS. Aan het eind van 1944 bestond de Germaansche SS in Nederland slechts nog op papier vanwege het voor de Duitsers en hun aanhangers kerend getij der oorlogsomstandigheden.

## Selectie

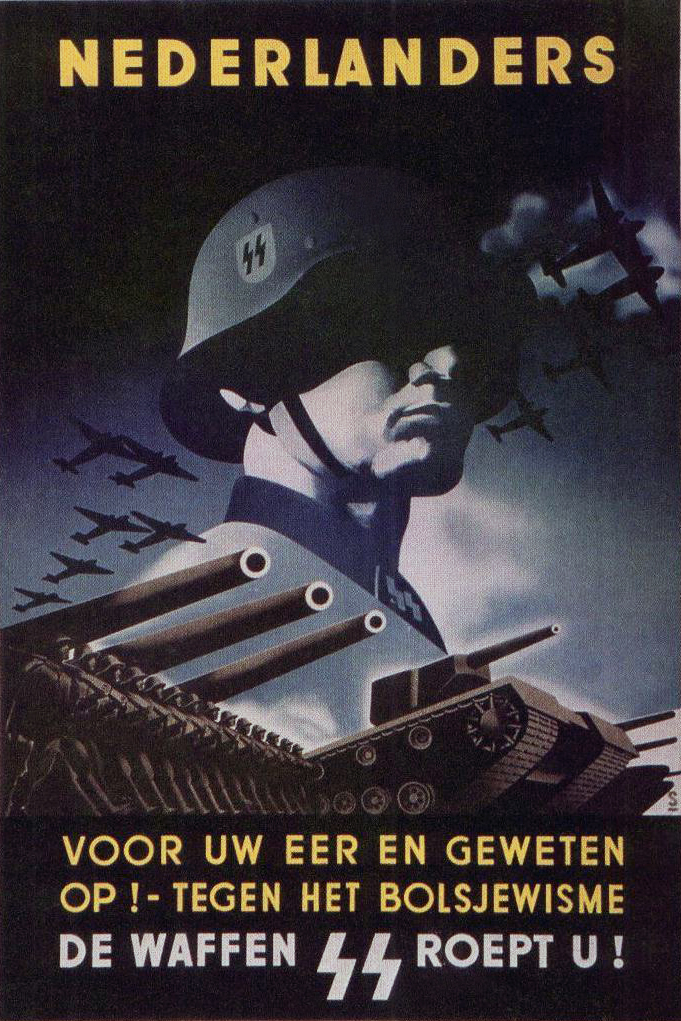
Rekruteringsaffiche Nederlandse SS

Aangezien de Nederlandsche SS een elitekorps behoorde te zijn, kon niet iedereen lid worden. Er vonden selecties plaats op basis van ras, levenshouding, persoonlijkheid en lichamelijke conditie. Om voorlopig lid te worden van de Nederlandsche SS moest de kandidaat voldoen aan de volgende voorwaarden:
1. Arische afstamming vanaf 1800 (voor officieren: 1750), die uiteindelijk moet worden aangetoond. De kandidaat moet op erewoord verklaren dat hem van niet-arische afstamming niets bekend is.
2. Geen oneervolle strafrechtelijke vonnissen.
3. Minstens 1,72 m lichaamslengte.
4. Lichamelijk gezond, aangetoond na onderzoek.
5. Leeftijd tussen 18 en 30 jaar. Uitzondering voor beproefde nationaalsocialisten van voor 9 mei 1940.
6. Belofte van onvoorwaardelijke gehoorzaamheid aan alle meerderen.

Hierna volgde voor de toekomstige SS-Maat (de laagste rang, een vertaling van het Duitse 'SS-Mann') nog een serie keuringen en onderzoeken op fysiek en genealogisch terrein. Pas nadat deze met succes waren afgerond, werd de kandidaat officieel SS-Mann.

## Organisatie

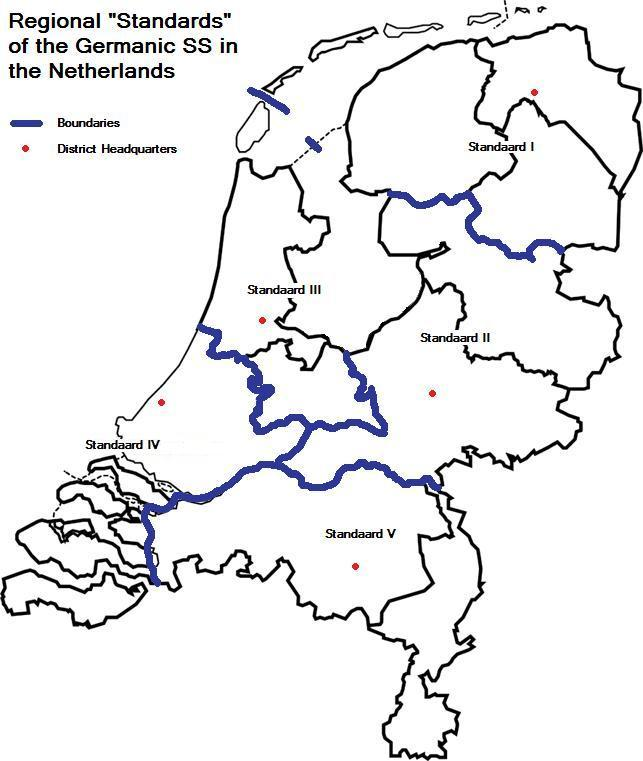
Verdeling van Nederland in vijf Standaarden

De Nederlandsche SS was verdeeld in vijf territoriale standaarden:
1. Standaard I (Friesland, Groningen en Drenthe) hoofdkwartier te Groningen
2. Standaard II (Overijssel en Gelderland) hoofdkwartier te Arnhem
3. Standaard III (Noord-Holland en Utrecht) hoofdkwartier te Amsterdam
4. Standaard IV (Zuid-Holland en Zeeland) hoofdkwartier te Den Haag
5. Standaard V (Noord-Brabant en Limburg) hoofdkwartier te Eindhoven.

Verder was er nog een aparte, van deze indeling losstaande politie-standaard.
De verschillende standaarden waren weer onderverdeeld in groepen (4 man), troepen (40 man met leider), stormen (123 man met commandant en plaatsvervanger) en 3 stormbannen (500 man en stormbanstaf). Deze indeling bestond echter slechts op papier. In de praktijk bestonden de standaarden uit een aantal stormen, die bovendien nog eens matig bemand waren. Gemiddeld telden de standaarden slechts 130 manschappen. Een belangrijke oorzaak voor dit lage aantal was de voortdurende doorstroming naar de Waffen-SS.

## Rangen Germaansche SS[2]
| NAVO-schaal | Germaansche SS-rangen | SS equivalent          | NL Landmacht equivalent |                 |
| ----------- | --------------------- | ---------------------- | ----------------------- | --------------- |
|             |                       |                        |                         |                 |
| OF-8        | Oppergroepsleider     | SS-Obergruppenführer   | Luitenant-generaal      |                 |
| OF-7        | Groepsleider          | SS-Gruppenführer       | Generaal-majoor         |                 |
| OF-6        | Brigadeleider         | SS-Brigadeführer       | Brigadegeneraal         |                 |
|             |                       |                        |                         |                 |
| OF5a        | Opperleider           | SS-Oberführer          | Geen equivalent         | Geen equivalent |
| OF5b        | Standartleider        | SS-Standartenführer    | Kolonel                 |                 |
| OF-4        | Opperstormbanleider   | SS-Obersturmbannführer | Luitenant-kolonel       |                 |
| OF-3        | Stormbanleider        | SS-Sturmbannführer     | Majoor                  |                 |
| OF-2        | Hoofdstormleider      | SS-Hauptsturmführer    | Kapitein                |                 |
| OF-1a       | Opperstormleider      | SS-Obersturmführer     | Eerste luitenant        |                 |
| OF-1b       | Onderstormleider      | SS-Untersturmführer    | Tweede luitenant        |                 |
|             |                       |                        |                         |                 |
| OR-8        | Hoofdschaarleider     | SS-Hauptscharführer    | Adjudant-onderofficier  |                 |
| OR-5        | Schaarleider          | SS-Oberscharführer     | Sergeant                |                 |
| OR-4        | Onderschaarleider     | SS-Scharführer         | Korporaal der 1e klasse |                 |
|             |                       |                        |                         |                 |
| OR-3        | Rottenleider          | SS-Rottenführer        | Korporaal               |                 |
| OR-2        | Man                   | SS-Mann/Sturmmann      | Soldaat der 1e klasse   |                 |